# Plocepasser
Genre
Le genre Plocepasser regroupe quatre espèces de passereaux appartenant à la famille des Ploceidae.

## Liste des espèces
D'après la classification de référence (version 2.2, 2009) du Congrès ornithologique international (ordre phylogénique) :
- Plocepasser mahali – Mahali à sourcils blancs
- Plocepasser superciliosus – Mahali à calotte marron
- Plocepasser donaldsoni – Mahali de Donaldson
- Plocepasser rufoscapulatus – Mahali à dos roux